# Synagoge (Skidel)

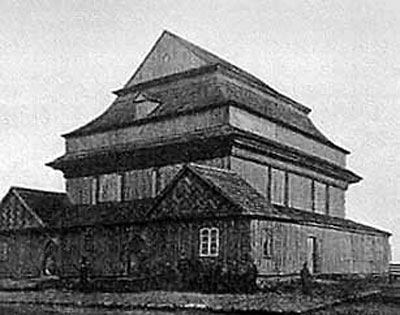
Synagoge in Skidel (vor 1918)

Die Synagoge in Skidel, dem heutigen Skidsel (belarussisch Скідзель Skidsel), einer Stadt in der Hrodsenskaja Woblasz im Norden von Belarus, wurde vermutlich im 18. Jahrhundert errichtet. Die Synagoge wurde während des Zweiten Weltkriegs zerstört.
In Skidel war vor 1941 der Anteil der jüdischen Bevölkerung sehr hoch. Der überwiegende Teil der jüdischen Bevölkerung wurde von den deutschen Besatzern während des Holocausts ermordet.